# Фабра
Фабра́ (фр. и окс. Fabras) — коммуна во Франции, находится в регионе Рона — Альпы. Департамент коммуны — Ардеш. Входит в состав кантона Тюэй. Округ коммуны — Ларжантьер.
Код INSEE коммуны — 07087.
Коммуна расположена приблизительно в 490 км к югу от Парижа, в 135 км южнее Лиона, в 27 км к западу от Прива.

## Население
Население коммуны на 2008 год составляло 360 человек.
| 1962 | 1968 | 1975 | 1982 | 1990 | 1999 | 2008 |
| ---- | ---- | ---- | ---- | ---- | ---- | ---- |
| 156  | 188  | 185  | 214  | 265  | 276  | 360  |

## Экономика
В 2007 году среди 228 человек в трудоспособном возрасте (15—64 лет) 162 были экономически активными, 66 — неактивными (показатель активности — 71,1 %, в 1999 году было 72,7 %). Из 162 активных работали 146 человек (74 мужчины и 72 женщины), безработных было 16 (2 мужчин и 14 женщин). Среди 66 неактивных 13 человек были учениками или студентами, 30 — пенсионерами, 23 были неактивными по другим причинам.

## Достопримечательности

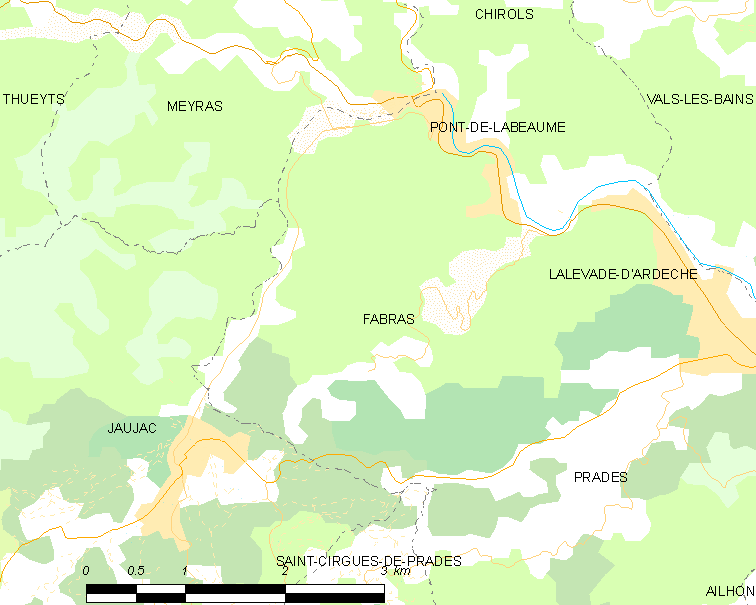
Карта коммуны

- Замок Пин (XII век)[4]